# Tao Yuanming
Tao Yuanming (陶淵明T, 陶渊明S, Táo YuānmíngP, conosciuto anche come Tao Qian, 陶潛T, 陶潜S, Táo QiánP; Jiujiang, 365 – 427) è stato un poeta cinese daoista, vissuto a metà del periodo delle Sei Dinastie. Tao è considerato come il più grande poeta di questo periodo, tra le dinastie Han e Sui.
È anche il principale fra i poeti ritiratisi, ovvero i poeti che scrissero le loro più grandi opere durante il loro ritiro dalla vita pubblica (ma non necessariamente isolandosi completamente), lontani dal trambusto degli affari ufficiali e dell'alta società, componendo versi su questa vita spensierata e libera, a stretto contatto con la natura. Inoltre è particolarmente ricordato per le sue poesie che trattano la natura nel suo senso domestico, come, ad esempio, i suoi componimenti sui crisantemi che crescevano lungo la siepe ad est della sua abitazione rurale, al contrario dei poeti che trovarono la loro ispirazione nelle regioni naturali più brulle e remote. Tao Yuanming è raffigurato nel Wu Shuang Pu di Jin Guliang (无双谱, Tavola degli eroi incomparabili).

## Nomi
A metà della sua vita, Tao cambiò il suo nome (mantenendo il suo cognome) da Tao Yuanming a Tao Qian. "Maestro dei cinque salici", che usò quando era giovane, sembra essere un soprannome di sua stessa invenzione. Ci sono dei componimenti autobiografici della sua giovinezza nelle quali Tao Yuanming utilizza "Cinque salici" per alludere a se stesso. In seguito si riferirà a se stesso con "Yuanming" nelle sue prime opere; tuttavia si ritiene che colla caduta dei Jin Orientali nel 420 Tao iniziò a riferirsi a se stesso con "Qian", che significa "nascondiglio", nel senso del suo ritiro nella vita serena rurale e del suo rifiuto di un'ulteriore partecipazione nella scena politica. "Tao Qian" può essere tradotto anche come "Tao ritirato". Tuttavia questo ritiro non comporta uno stile di vita di tipo eremitico o un estremo ascetismo; piuttosto un'abitazione comoda, con la famiglia, gli amici, i vicini, il vino, la musica, una buona biblioteca e gli splendidi scenari di una fattoria montana, che costituivano le compensazioni per la rinuncia dello stile di vita precedente da funzionario.

## Biografia

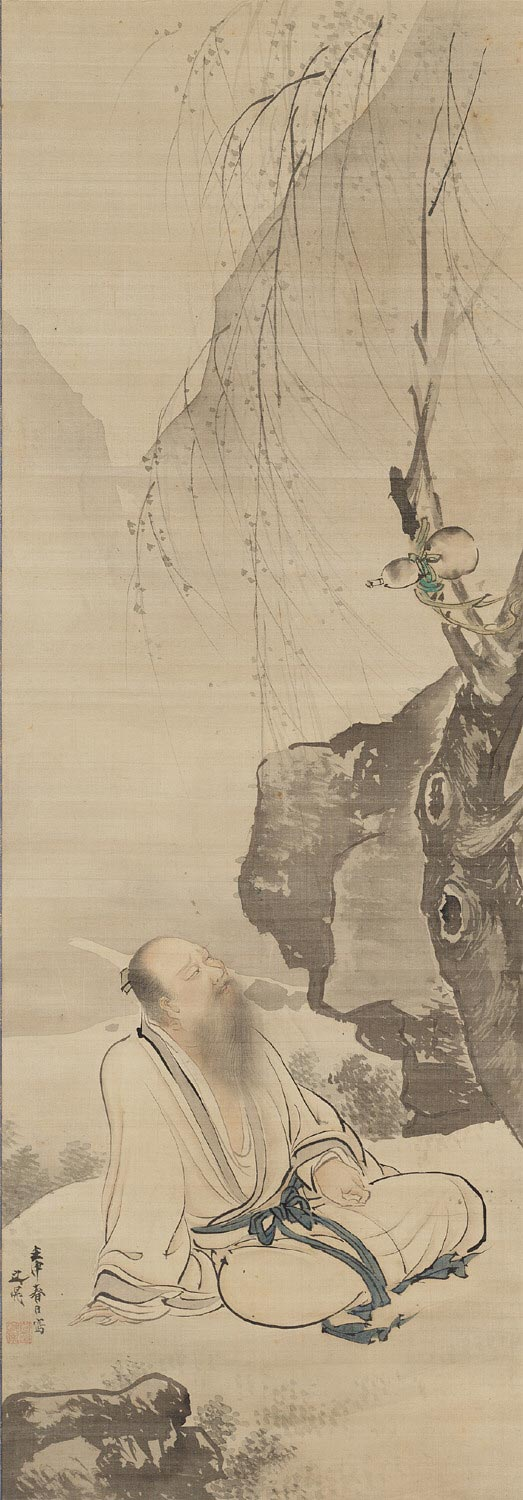
Tani Bunchō, Tao Yuanming seduto sotto un salice, 1812

Tao Yuanming nacque sotto i Jin Orientali, in un periodo d'incertezza militare e di lotte politiche intestine. Tuttavia sarebbe vissuto anche durante la successiva dinastia Liu Song, una delle dinastie meridionali.

### Contesto
Il trisnonno di Tao Qian fu l'eminente generale e governatore dei Jin Orientali Tao Kan, e sia suo nonno che suo padre erano funzionari del governo. Nondimeno, la famiglia in cui nacque Tao Qian era discretamente povera e priva di influenza politica.

### Nascita e infanzia
Tao Yuanming nacque nel 365 a Cháisāng (柴桑S, oggi Jiujiang, Jiangxi), un'area di grande bellezza naturale. Il nome del suo villaggio di nascita, Chaisang, significa letteralmente "gelso e moro". Sono presenti nelle vicinanze il monte Lu, il lago Poyang, nonché un assortimento di varie peculiarità naturali.

### Carriera
Tao Yuanming lavorò come funzionario per più di 10 anni, e fu coinvolto personalmente nello scenario sordido del periodo. Ha lavorato sia in ambito civile che militare, con numerosi viaggi lungo il Fiume Azzurro per la capitale Jiankang (le cui rovine sono oggi all'interno di Nanchino) e per i potentati durante le Sei Dinastie. Durante il periodo di servizio in una serie di cariche minori, Tao Yuanmiging esprimeva con le sue poesie le incertezze personali tra l'ambizione e il desiderio di ritirarsi dalla vita pubblica.

### Famiglia
Tao Yuanming ebbe cinque figli.

### Ritiro
Nella primavera del 405, Tao Yuanming prestava servizio militare come aiutante di campo presso un comandante locale. La morte di sua sorella e il suo ribrezzo nei confronti della corruzione e delle lotte interne della corte Jin, lo indussero a rassegnare le dimissioni. Si convinse anche che la vita fosse troppo breve per compromettere i suoi principi. Come egli stesso disse: "為五斗米折腰T", egli non "si sarebbe sottomesso come un servo in cambio di 5 dou di grano", un adagio che entrò nell'uso comune col significato di "bersi il proprio orgoglio in cambio di una vita misera" (cinque dou di grano erano il salario di alcuni funzionario di basso rango). Trascorse i gli ultimi 22 anni della sua vita ritirato e lontano dalla vita pubblica.

### Morte
Tao Qian morì nel 427, all'età di 63 anni.

## Poesia
Ci cono rimaste approssimativamente 130 delle sue opere: molte poesie o componimenti raffigurano un'idillica vita rurale e appartata.
Grazie ai suoi versi raffiguranti una vita agricola spensierata, fatta di vino e di musica, venne definito come il "poeta dei campi". Il tema principale delle sue opere è l'eremitismo come alternativa di vita e come risoluzione ai problemi. Nelle sue poesie si possono trovare esempi eccezionali del tema che sollecita il lettore a ritirarsi dalla vita pubblica, trasferendosi in campagna e conducendo una vita semplice, fatta di vino e poesia, evitando le persone con le quali l'amicizia sarebbe inadatta; nel caso di Tao Qian, questo tipo di vita andò incontro al dedicarsi all'agricoltura. La suggestiva poesia di Tao mostra una tendenza alla realizzazione del dovere, per esempio l'alimentazione della sua famiglia. Eccone una:
Ombroso, ombroso il bosco davanti all'atrio;
A mezza estate - pieno d'ombre tranquille.
Il vento del Sud segue il corteo dell'Estate;
E colle sue girandole mi apre il mantello.
Son sciolto da lacci e posso stare a riposo;
Quando mi sveglio gioco coi libri e coll'arpa.
La lattuga in giardino cresce tenera ancora;
Del grano dell'anno scorso ancora ne avanza
Per bastare a se stessi occorre restare nei limiti:
E io non desidero più di quanto mi basta.
Macino il miglio e mi fabbrico del buon vino,
Quando il vino è caldo me lo mesco da me.
I miei bambini piccini mi giocano accanto,
imparano a balbettare suoni informi.
Queste cose m'hanno reso di nuovo felice,
E mi scordo il perduto "Berretto di governo";
Lontano, lontano contemplo le nuvole bianche;
Nostalgico penso ai Saggi dell'antichità.

Egli è in particolare celebre per le sue opere di "poesia di paesaggio", un genere letterario dominante nell'alto medioevo cinese in cui si evince l'uso strumentale del paesaggio al fine della rivelazione filosofica riflettendo il sincretismo religioso dell'epoca in cui dominano taoismo e buddhismo. Nelle poesie di Tao Yuanming tale genere viene reso in modo più personale con l'io lirico che corrisponde al poeta stesso riflettendo effettivi momenti della sua vita piuttosto che presentando un'immagine idealizzata dell'eremita. 

## Valutazione critica
Zhōng Róng (鍾嶸T; 468-518) descrive lo stile letterario di Tao come "sobrio e limpido, con parole scarsamente eccedenti". Nel suo Shīpǐn (詩品T), Zhong Rong scrisse:
La sincerità [di Yuanming] è vera e tradizionale, la sua ispirazione agile e rilassata. Quando si leggono le sue opere, viene in mente il carattere del poeta. Qualsiasi persona ammira la sua disadorna schiettezza, come le linee dei suoi "Con felicità verso il vino preparato in primavera" e "Il sole tramonta, non ci sono nuvole in cielo", pure e raffinate nella bellezza delle loro atmosfere. Queste sono lontane dall'essere solo delle parole d'un agricoltore. Egli è il padre della poesia ritirata sia del passato che del presente.
Su Shi (1037–1101), uno dei maggiori poeti dell'era Song, disse che l'unico poeta a cui era particolarmente legato era Yuanming, e dichiarò che era "profondamente impressionato da ciò che egli fu come uomo". Su Shi esaltò le poesie di Yuanming: "disardone ed eppure splendide, modeste ed eppure ampie", e asserì anche che "né Cao Zhi, Liu Zhen, Bao Zhao, Xie Lingyun, Li Bai, o Du Fu raggiungono il suo livello".
Huang Tingjian (1045–1105), uno dei Quattro maestri Song e amico, più giovane, di Su Shi, disse: "Quando si è appena maturati, leggendo queste poesie esse paiono come il rosicchio del legno appassito. Ma la lettura di questi versi dopo una lunga esperienza nel mondo, danno la sensazione che le decisioni della propria vita siano state prese coll'ignoranza."
Lin Yutang (1895–1976) considerò Yuanming il perfetto esempio di "vero appassionato della vita". Elogiò l'armonia e la semplicità della vita di Yuanming, così come il suo stile. Affermò anche: "rappresenta il carattere più perfettamente armonioso e completo nell'intera tradizione letteraria cinese."
Nelle Grandi vite della storia (1988) Frank Norhern Magill mette in evidenza la "bellezza candida" della poesia di Yuanming, dichiarando che "la freschezza delle sue immagini, la sua moralità semplice ma aspirante al Cielo, il suo amore deciso per la vita rurale brillano attraverso le parole apparentemente umili colle quali sono espresse, e pertanto è considerato da tempo come uno dei poeti più abili e più accessibili della Cina." Tratta anche ciò che rende unico Yuanming come poeta e sul motivo della trascuranza delle sue opere da parte dei suoi contemporanei:
È questo amore fondamentale verso la semplicità che distingue i versi di Tao Qian dalle opere dei poeti di corte a lui contemporanei, che si servivano di allusioni oscure e tecniche stilistiche complicate, rivolgendosi solo alle persone altamente istruite dell'alta società. Tao Qian, al contrario, di rado alluse a riferimenti letterari, e scrisse per un pubblico il più ampio possibile. Di conseguenza, venne criticato dai suoi contemporanei e solo completamente apprezzato dalle generazioni di scrittori successivi.